# Рипатрансоне
Рипатрансоне (італ. Ripatransone) — муніципалітет в Італії, у регіоні Марке, провінція Асколі-Пічено.
Рипатрансоне розташоване на відстані близько 165 км на північний схід від Рима, 75 км на південь від Анкони, 23 км на північний схід від Асколі-Пічено.
Населення — 4325 осіб (2014).
Щорічний фестиваль відбувається 22 липня. Покровитель — Santa Maria Maddalena.

## Демографія
Населення за роками:

Станом на 1 січня 2023 року в муніципалітеті офіційно проживало 276 іноземців з 52 країн, серед них 87 громадян країн Євросоюзу та 5 громадян України.

## Сусідні муніципалітети
- Аккуавіва-Пічена
- Карассаї
- Коссіньяно
- Купра-Мариттіма
- Гроттаммаре
- Массіньяно
- Монтефьоре-делл'Азо
- Оффіда